# Himno santeño
El himno de Los Santos o más conocido como himno Santeño es una composición musical de Américo Rengifo con letra de Martín Ambulo L. La letra del himno apela a los santeños para que se movilicen y pidan "libertad", mediante un proceso de rebelión y un estatuto de autonomía política para Los Santos, en el marco de España. Se hace mención además de los próceres santeños en el proceso de independencia de España y la unión de Los Santos a la futura República de Panamá.
Aunque aparece en el año 1896 después de la secesión de Panamá de España, actualmente el himno santeño es uno de los símbolos más importantes en la conmemoración del primer grito de independencia de Panamá de España, el 10 de noviembre de 1821 en la provincia de Los Santos.

## Contexto histórico
El himno tiene las características de un llamamiento en defensa de la libertad de la tierra. Recoge los hechos acaecidos durante la independencia de Panamá de España, una revuelta protagonizada por ciudadanos de La Villa de Los Santos y otras localidades de Azuero el 10 de noviembre de 1821.